# شهرداری نیکشیچ
شهرداری نیکشیچ (به لاتین: Nikšić Municipality) یک منطقهٔ مسکونی در مونته‌نگرو است که در مونته‌نگرو واقع شده‌است. شهرداری نیکشیچ ۲٬۰۶۵ کیلومتر مربع مساحت و ۷۲٬۴۴۳ نفر جمعیت دارد.